# Bojan Leković
Bojan Leković (Niš, 15. februar 1973) osnivač je i CEO kompanije KupujemProdajem, koja je od 2008. godine do danas izrasla u najveću internet oglasnu platformu u Srbiji i regionu. Autor je poslovnog bestselera Medvedi na putu, osnivač je i bivši predsednik holandsko-srpske poslovne asocijacije i suvlasnik je u Mokrogorskoj poslovnoj školi.
Bio je nezavisni konsultant za razvoj novog biznisa u Holandiji, radio kao menadžer za inovacije u Kraljevskom holandskom telekomu i bavio se naučnim istraživanjem, najpre u oblasti mikroračunarskih sistema na Univerzitetu u Nišu, gde je prethodno diplomirao elektroniku i telekomunikacije, a zatim na Tehnološkom univerzitetu u Delftu pored Haga, Holandija, u oblasti interneta.
Dodatno, 2011. je završio strateški menadžment na Fakultetu za menadžment Univerziteta Erazmus u Roterdamu, koji je jedna od najprestižnijih škola menadžmenta u Evropi.

## Spoljašnje veze
- „Bojan Leković: Kako je nastao sajt koji koristi cela Srbija?”. Biznis priče. Приступљено 15. 10. 2022.
- „Bojan Leković - CEO KupujemProdajem”. Prijemni. Приступљено 15. 10. 2022.
- „Osnivač KupujemProdajem i autor knjige Medvedi na putu - Bojan Leković”. Podkast. Приступљено 15. 10. 2022.